# Горбова
Го́рбова —  село в Україні, в Острицькій сільській громаді Чернівецького району Чернівецької області, над річками Молниця і Прут.

## Населення
За даними всеукраїнського перепису населення 2001 року у селі мешкало 2969 осіб.

### Мова
Розподіл населення за рідною мовою за даними перепису 2001 року був наступним:
| румунська  | 2828 | 95,25 |
| українська | 92   | 3,11  |
| молдавська | 31   | 1,04  |
| російська  | 16   | 0,54  |
| болгарська | 1    | 0,03  |
| інші       | 1    | 0,03  |

## Археологія
На околицях села виявлено городище-святилище X—XI століть.

## Інфраструктура
У селі діє Спілка власників земельних паїв «Перемога» (голова — Віорел Швабу; 730 га землі, найбільша в районі та області тваринницька ферма — 700 голів великої рогатої худоби).
У середній загальноосвітній школі навчаються 563 учні, дитсадок відвідують 80 дітей. У селі 65 багатодітних сімей. 
У селі діють медамбулаторія, філія спортивної школи, 2 швейні майстерні, 2 бібліотеки, школа мистецтв, єдиний в Україні румунський народний театр «Міоріца», 6 танцювальних ансамблів, оркестр народних інструментів, а також три діючих церкви та лижний парк «Горбова».
В селі розвинуті традиційні ремесла — плетіння кошиків і меблів із лози, ковальство, виготовлення виробів з бляхи.